# Synema nigrotibiale
Synema nigrotibiale là một loài nhện trong họ Thomisidae.
Loài này thuộc chi Synema. Synema nigrotibiale được Roger de Lessert miêu tả năm 1919.